# Дерябин, Владимир Викторович
Влади́мир Ви́кторович Деря́бин (1937, Москва, СССР — 13 октября 1999, Москва, Россия) — советский футболист, тренер. Мастер спорта СССР (1961).

## Биография
Воспитанник московского футбола. Начинал играть в московской «Энергии».
Один из лидеров в списке футболистов, сыгравших за «Черноморец» больше всего официальных матчей.
Чемпион Украины среди команд класса «Б» (1961), завоевал вместе с «моряками» путёвку в высшую лигу (1964). В 1962 году под № 1 был включён в число 33-х лучших футболистов Украины на позиции правого полузащитника. Кроме Одессы играл в клубах Кишинёва, Кировограда и Горького.
После завершения игровой карьеры работал тренером в симферопольской «Таврии» и костромском «Спартаке».
С 1982 по 1992 инспектировал матчи команд высшей и первой лиг.
Умер в Москве в октябре 1999 года. Похоронен на подмосковном кладбище «Ракитки».
В 2001 году был включён в число лучших футболистов Одессы XX века.